# Haumea loxoides
Haumea loxoides is een tweekleppigensoort uit de familie van de Pectinidae. De wetenschappelijke naam van de soort is voor het eerst geldig gepubliceerd in 1882 door G.B. Sowerby III.